# 1522 a tudományban
Az 1522. év a tudományban és a technikában.

## Események
- Toluca (Mexikó) alapítása

## Születések
- február 2. – Lodovico Ferrari itáliai matematikus († 1565)
- szeptember 11. – Ulisses Aldrovandi itáliai természettudós, barátai a „természettudományok pápájá”-nak tartották[1] († 1605)

## Halálozások
- Johannes Stabius osztrák térképész